# Großer Münsterländer
Der Große Münsterländer ist eine von der FCI anerkannte deutsche Hunderasse (FCI-Gruppe 7, Sektion 1.2, Standard Nr. 118). Zu unterscheiden ist er vom Kleinen Münsterländer.

## Herkunft und Geschichtliches
Die Vorfahren des Großen Münsterländers waren wahrscheinlich die mittelalterlichen „Habichts-“ oder „Vogelhunde“. Auf alten niederländischen Gemälden des 16. und 17. Jahrhunderts sind die Vogelhunde sowohl als Kleinhunde bis hin zu großen langhaarigen Jagdhunden dargestellt. Sie wurden als Vorstehhunde bei der Jagd auf Federwild mit Netzen und Feuerwaffen geführt.
Ursprünglich war der Große Münsterländer eine Farbvariante des Deutschen Langhaarigen Vorstehhundes. Als auf der Delegierten-Konferenz im Jahr 1878 die Rassekennzeichen für den Deutsch-Langhaar festgelegt wurden, einigte man sich auf die braune oder braun-weiße Farbe – schwarz-weiß lehnte man ab, da man es als sicheres Zeichen einer Setter-Einkreuzung betrachtete. Dabei wurde übersehen, dass auch bei der Zucht der alten Vogelhunde immer schon schwarz-weiße Exemplare vorkamen. Die Schwarz-Weißen wurden zwar noch im Anhang des Zuchtbuches Deutsch-Langhaar geführt, jedoch 1908 endgültig aus der Zucht ausgeschlossen.
In Deutschland wurden sie besonders um Münster herum und im südlichen Niedersachsen geschätzt. Um die vorzüglichen jagdlichen Anlagen dieser Hunde zu erhalten, wurde beschlossen, sie zu einer eigenen Rasse mit dem Namen Großer Münsterländer Vorstehhund zu erheben. 1919 wurde der Verein für die Reinzucht des langhaarigen, großen, schwarzweißen Münsterländer Vorstehhundes gegründet. 1922 wurde ein eigenes Zuchtbuch eröffnet, in das 83 Hunde, die dem angestrebten Typ entsprachen, als Begründer der Rasse eingetragen wurden. Bis zum Ende des 19. Jahrhunderts wurde der Große Münsterländer als Schäferhund und Jagdhund verwendet. 1936 bekam der außerhalb seiner Heimat kaum bekannte Haushund einen Zuchtstandard. In den letzten Jahren gab es Gespräche mit dem Verband des Deutsch-Langhaar über Zuchtversuche zur Auffrischung der Blutbasis.

## Beschreibung
Diese Rasse hat einen kräftigen und muskulösen Körperbau. Nach dem Standard der FCI soll das Gewicht des Hundes um die 30 kg betragen. Es gibt jedoch auch Züchtungen um die 20 kg bzw. bis zu 40 kg. Das Haar der Hunde ist lang und dicht, jedoch schlicht, nicht lockig oder abstehend in weiß mit schwarzen Platten und Tupfen, oder schwarz geschimmelt. Es kommt jedoch auch ausnahmsweise braun-weißes Haarkleid vor, das jedoch von der Zucht ausgeschlossen wird. Sein Kopf ist schwarz, eventuell mit weißer Blesse. Seine Ohren sind breit, anliegend, sehr hoch angesetzt und mit abgerundeter Spitze.

## Jagdliche Eigenschaften
Der Große Münsterländer ist ein vielseitig verwendbarer Jagdhund aus der Gruppe der Vorstehhunde. Noch heute sind sein Brackenerbe und die Eigenschaften des alten Deutschen Jagdhundtypus erkennbar. Er ist ein vorzüglicher und ausdauernder Sucher verwundeten Wildes, der ordentlich und konzentriert arbeitet. Sein schützendes Haarkleid macht ihn weitgehend unempfindlich gegen äußere Einflüsse wie Nässe, Kälte sowie Dornen und scharfkantiges Schilf. Er lässt sich in Feld, Wald und Wasser gleichermaßen gut einsetzen.
Der Große Münsterländer besitzt sowohl eine Wild- als auch eine Raubwildschärfe. Er steht im Ruf als „Hund nach dem Schuss“. Das bedeutet, dass seine großen Talente vor allem in der Arbeit als Verlorenbringer in Feld, Wald und auch im Wasser, als auch bei der Schweißarbeit und jeder konzentrierten und anspruchsvollen Nasenarbeit liegen. Aber auch im Stöbereinsatz (vor allem bei der Jagd auf Wasserwild) leistet er vorzügliche Arbeit.

## Wesensmerkmale
Der Große Münsterländer gilt als leichtführig, gelehrig, intelligent, kinderfreundlich und lebhaft. Dieser Hund will beschäftigt werden und braucht guten Auslauf. Er besitzt auch die Eignung als Hof-, Wach- und Hütehund. So kann er ein wachsamer Hund sein, der „sein“ Revier auch gegen Eindringlinge verteidigt. Die früher teils geforderte Mannschärfe hindert ihn aber nicht daran, ein ruhiger und äußerst ausgeglichener Hund zu sein, soweit er genügend Beschäftigung findet.